# Srebrna medalja
Srebrna medalja je medalja, ki se jo na športnih tekmovanjih podeljuje za doseženo drugo mesto.

## Olimpijske igre
Na Poletnih olimpijskih igrah 1896 so bile medalje za zmagovalce v resnici srebrne. Takrat namreč niso podeljevali medalj za drugo in tretje mesto; ta tradicija se je začela šele na Poletnih olimpijskih igrah 1904, kasneje pa so jo posnemali še na drugih športnih tekmovanjih. Kovanje medalj je na olimpijadah strošek mesta, gostitelja. Med igrami 1928 in 1968 je bil dizajn medalj enak. Na prvi strani je bil upodobljen motiv florentinskega umetnika Giuseppeja Cassiolija ter napis mesta, v katerem so se odvijale igre, na zadnji strani pa je bil upodobljen olimpijski šampion. Med igrami 1972 in 2000 je bil na prvi strani rahlo predelan Cassiolijev dizajn, zadnjo stran medalje pa je oblikoval prireditelj sam. Ker je bil v Cassiolijevem dizajnu upodobljen rimski amfiteater, igre pa so bile leta 2000 v Atenah ter zaradi dejstva, da so Olimpijske igre grški izum, so v tem letu spremenili podobo prednje strani medalje. Zadnjo stran je mesto oblikovalo samo. Medalje Zimskih olimpijskih iger so bile po dizajnu vedno drugačne. 